# 石村幸作
石村 幸作（いしむら こうさく、1891年（明治24年）4月1日 - 1977年（昭和52年）12月11日）は、大正から昭和期の実業家、政治家。参議院議員（1期）、神奈川県足柄下郡湯本町長。

## 経歴
本籍神奈川県。1911年（明治44年）早稲田実業学校（現早稲田大学系属早稲田実業学校初等部・中等部・高等部）を卒業した。
1911年、大倉鉱業に入社。1913年（大正2年）商弁本渓湖煤鉄有限公司に勤務。1918年（大正7年）東洋製薬常任監査役となり、以後、東洋硝子勤務、箱根温泉組合主事、箱根振興会主事、石村商会主（奉天）などを務めた。その後、箱根三昧荘社長、箱根登山鉄道取締役、徳和紡績取締役、神奈川観光取締役、小田原運送取締役、小田原商工会議所副会頭、神奈川県観光審議会会長、大箱根観光協会会長、国際観光旅館連盟会長、日本観光旅館連盟会長、内閣観光政策審議会委員、内閣輸出会議専門委員などを務めた。
また、湯本町長に就任し、関東都県町村会長、神奈川県町村会長、同県国家地方警察協力会長なども務めた。
1950年（昭和25年）6月の第2回参議院議員通常選挙で神奈川県地方区から自由党公認で立候補して当選し、自由民主党に所属し参議院議員に1期在任した。この間、参議院自由党副幹事長、地方制度調査会委員、第5次吉田内閣・自治政務次官などを務め、町村合併促進法の成立に尽力した。1956年（昭和31年）7月の第4回通常選挙に立候補したが落選した。
1964年（昭和39年）に長年、旅館業に携わり関係団体要職に就いて指導にあたり観光業振興に寄与したとして藍綬褒章受章。
1966年（昭和41年）4月の春の叙勲で勲三等に叙され、旭日中綬章を受章。さらに1973年（昭和48年）4月の春の叙勲で勲二等に叙され、銀杯一個を賜った。
1977年（昭和52年）12月11日、死去した。86歳没。同月20日、特旨を以て位記を追賜され、死没日付をもって従四位に叙された。